# Ljubomir Sagajev
Ljubomir Konstantinov Sagajev (bulgarsk: Любомир Константинов Сагаев, født 12. januar 1917 i Plovdiv, død 28. oktober 2001 i Sofia) var en fremtrædende bulgarsk musikforsker og forfatter.

## Levnedsløb
Ljubomir Sagajev var søn af Konstantin og Olga Sagajev, og bror til Dimitar Sagajev. Han blev uddannet fra musikkonservatoriet i Sofia i 1941. I studietiden og efterfølgende var han aktiv i mange dele af bulgarsk musikliv (som teaterpianist, operaakkompagnatør osv.) og blev direktør for det bulgarske kultur- og informationscenter i Warszawa. Han var desuden i en årrække sekretær og næstformand i den bulgarske komponistforening, og i 1977 modtog han den bulgarske ærestitel "Заслужил".
Sagajev skrev en række bøger om bulgarsk opera og ballet.